# Test Cucconi
În statistică, testul Cucconi este un test non-parametric utilizat pentru compararea simultană a tendinței centrale și dispersiei (detectarea locației și schimbărilor de scară, cunoscută drept problema Behrens–Fisher) între două eșantioane. Multe teste de rang au fost propuse pentru problema Behrens–Fisher. Aproape toate sunt teste de tip Lepage, adică o combinație de testare a locației și testare a scării. Testul Cucconi a fost propus pentru prima dată de Cucconi.
Testul Cucconi nu este la fel de utilizat ca alte teste de locație și scară, dar este de interes pentru mai multe motive. În primul rând, din punct de vedere istoric, acesta a fost propus la câțiva ani înainte de testul Lepage, testul standard pentru două eșantioane în problema locație-scară. În al doilea rând, spre deosebire de alte teste de locație și scară, testul Cucconi nu este o combinație de teste de locație și teste de scară. În al treilea rând, este similar cu testele Lepage în ceea ce privește puterea și probabilitatea erorilor de tipul I și, foarte important, este mai ușor de calculat, deoarece necesită doar pe rangul unui eșantion în eșantionul combinat. Alte teste necesită multe alte informații, dar și estimarea prin permutații a mediei și a varianței, deoarece nu sunt disponibile formule analitice.
Testul Cucconi se bazează pe următoarea statistică:
{\displaystyle {\text{CUC}}={\frac {U^{2}+V^{2}-2\rho UV}{2(1-\rho ^{2})}}.}
unde {\displaystyle {\text{U}}} se bazează pe suma standardizată a pătratelor rangurilor din primul eșantion de elemente din eșantionul combinat, iar {\displaystyle {\text{V}}} se bazează pe suma standardizată a pătratelor contra-rangurilor din primul eșantion de elemente din eșantionul combinat. {\displaystyle {\text{ρ}}} este coeficientul de corelație între {\displaystyle {\text{U}}} și {\displaystyle {\text{V}}}. Testul respinge ipoteza pentru valori mari, iar un tabel cu valori critice este disponibil. Valoarea p poate fi calculată cu ușurință prin permutări.
În perioada recentă, testul a devenit din ce în ce mai utilizat în aplicații din ce în ce mai diverse, precum hidrologie, psihologie aplicată și control industrial al calității.